# Санта-Барбара (Баия)
Санта-Барбара (порт. Santa Bárbara)  —  муниципалитет в Бразилии, входит в штат Баия. Составная часть мезорегиона Северо-центральная часть штата Баия. Входит в экономико-статистический микрорегион Фейра-ди-Сантана. Население составляет 18 783 человека на 2006 год. Занимает площадь 338,574 км². Плотность населения — 55,5 чел./км².

## История
Город основан 14 декабря 1961 года.

## Статистика
- Валовой внутренний продукт на 2003 год составляет 39 688 845,00 реалов (данные: Бразильский институт географии и статистики).
- Валовой внутренний продукт на душу населения на 2003 год составляет 2157,94 реалов (данные: Бразильский институт географии и статистики).
- Индекс развития человеческого потенциала на 2000 год составляет 0,621 (данные: Программа развития ООН).